# Estação Diamante
A Estação Diamante é um terminal do transporte público de Belo Horizonte e faz parte do sistema BHBUS.
Foi o primeiro terminal a ser inaugurado na cidade.
Diariamente, 48 mil pessoas utilizam a Estação Diamante, num total de 26 linhas integradas.[carece de fontes?]

## Histórico
Em 1997, a BHTrans inaugurou no bairro Diamante, regional Barreiro a Estação Diamante, primeiro terminal de inegração do sistema BHBUS. Com a estação, linhas do sistema tradicional (Probus) foram eliminadas e substituídas pelas linhas Alimentadoras, que vão até ao terminal, de onde o passageiro embarca nas linhas Troncais, que vão até ao Hipercentro e aos pólos urbanos da cidade, ou as cidades da RMBH. A inauguração da Estação marcou o início do sistema BHBUS de Reestruturação do transporte coletivo de Belo Horizonte.

## Linhas
Atualmente a estação conta com as seguintes linhas

### Alimentadoras
| Linha | Itinerário                                                     |
| ----- | -------------------------------------------------------------- |
| 301   | Estação Diamante / Novo Santa Cecília via Brasil Industrial    |
| 302   | Estação Diamante / Vila Pinho / Conjunto Águas Claras          |
| 303   | Estação Diamante / Santa Cecília via Castanheiras              |
| 304   | Estação Diamante / Conjunto Jatobá IV                          |
| 305   | Estação Diamante / Mangueiras / Av. Solferina Ricci Pace       |
| 309   | Estação Diamante / Bairro Petrópolis via Vila Santa Rita       |
| 310   | Estação Diamante / 3ª e 4ª Seção                               |
| 311   | Estação Diamante / Independência                               |
| 313   | Estação Diamante / Diamante-Olaria                             |
| 314   | Estação Diamante / Estação Barreiro via Santa Helena           |
| 341   | Estação Diamante / Estação Barreiro via Saúde                  |
| 342   | Solar via Estação Diamante / Estação Barreiro                  |
| 3350  | Estação Diamante / Estação Barreiro via Hospital Metropolitano |

### Troncais
| Linha | Itinerário                                   |
| ----- | -------------------------------------------- |
| 30    | Estação Diamante / Centro                    |
| 3050  | Estação Diamante / Hospitais via BH Shopping |
| 3052  | Estação Diamante / BH Shopping via Havaí     |
| 3250  | Estação Diamante / Buritis via Palmeiras     |

### Metropolitanas
| Linha | Itinerário                                                    |
| ----- | ------------------------------------------------------------- |
| 1260  | Estação Diamante / Durval de Barros / Palmares / Sol Nascente |
| 1290  | Estação Diamante / Vila Ideal                                 |
| 1730  | Estação Diamante / Contagem / Alvorada                        |
| 1740  | Estação Diamante / Contagem                                   |
| 1750  | Estação Diamante / Águia Dourada                              |
| 1770  | Estação Diamante / Nossa Senhora de Lourdes                   |
| 2730  | Estação Diamante / Fonte Grande                               |